# Bahnhof Palatka
Der Bahnhof Palatka ist ein Bahnhof im Fernverkehr und wird von Amtrak betrieben. Er befindet sich in Palatka im Putnam County in Florida.

## Geschichte
Der Bahnhof wurde 1908 von der Atlantic Coast Line Railroad eröffnet und diente dabei ursprünglich einem Knotenpunkt zwischen Bahnstrecken der Florida Southern Railway, Georgia Southern und Florida Railroad sowie einem Abzweig der Florida East Coast Railway. 1988 wurde das zuletzt 2008 renovierte Bahnhofsgebäude in das National Register of Historic Places eingetragen.
Bis 2005 war der Bahnhof eine Station des Sunset Limited der Bahngesellschaft Amtrak von Orlando nach Los Angeles. Nach den Auswirkungen des Hurrikans Katrina wurde die Linie jedoch auf die Strecke New Orleans – Los Angeles verkürzt.

## Anbindung
Der Bahnhof befindet sich direkt in der Stadtmitte von Palatka am U.S. Highway 17 (SR 15).
Neben dem Silver Meteor hält heute auch der Silver Star von Amtrak in Palatka.

### Schiene
| Linie         | Laufweg                                                                 |
| ------------- | ----------------------------------------------------------------------- |
| Silver Star   | Miami Airport – … – DeLand – Palatka – Jacksonville – … – New York City |
| Silver Meteor | Miami Airport – … – DeLand – Palatka – Jacksonville – … – New York City |